# Waldemar Paruch
Waldemar Paruch (ur. 15 września 1964 w Lublinie, zm. 8 maja 2022 tamże) – polski politolog, nauczyciel akademicki oraz polityk, profesor nauk społecznych, profesor Uniwersytetu Marii Curie Skłodowskiej w Lublinie, szef Centrum Analiz Strategicznych (2018–2019).

## Życiorys
Syn Stanisława i Haliny. Uczęszczał do szkoły podstawowej w Miłocinie. Absolwent VII Liceum Ogólnokształcącego im. Marii Konopnickiej w Lublinie (1983), a następnie studiów magisterskich w zakresie historii na Wydziale Humanistycznym Uniwersytetu Marii Curie-Skłodowskiej w Lublinie (1988) oraz studiów magisterskich w zakresie politologii na tej samej uczelni (1990). W 1996 uzyskał na UMCS stopień naukowy doktora nauk humanistycznych w zakresie nauki o polityce na podstawie napisanej pod kierunkiem Jana Jachymka rozprawy pt. Mniejszości narodowe w myśli politycznej obozu piłsudczykowskiego (1926–1939). Habilitował się w 2005 także na UMCS w oparciu o pracę zatytułowaną Myśl polityczna obozu piłsudczykowskiego 1926–1939.
Zawodowo był związany z Uniwersytetem Marii Curie-Skłodowskiej, m.in. jako profesor nadzwyczajny w Zakładzie Teorii Polityki i Metodologii Politologii, a później jako profesor w Instytucie Nauk o Polityce i Administracji oraz w Zakładzie Myśli Politycznej na Wydziale Politologii. Obejmował także stanowiska profesora nadzwyczajnego na Politechnice Rzeszowskiej im. Ignacego Łukasiewicza oraz profesora Uniwersytetu Rzeszowskiego. W 2015 prezydent Andrzej Duda nadał mu tytuł profesora nauk społecznych.
W wyborach parlamentarnych w 2011 bez powodzenia kandydował z 2. pozycji na liście Prawa i Sprawiedliwości w okręgu krośnieńskim (otrzymał 1019 głosów). Był członkiem komitetu naukowego II i III Konferencji Smoleńskiej z lat 2013–2014 poświęconej katastrofie samolotu Tu-154 w Smoleńsku z 10 kwietnia 2010. W 2014 został członkiem rady programowej PiS. Należał do sztabu wyborczego kandydata na prezydenta Andrzeja Dudy. W wyborach do Parlamentu Europejskiego w 2014 był liderem listy tej partii w okręgu lubelskim, jednak nie uzyskał mandatu (uzyskał 43 575 głosów).
W marcu 2016, po uprzednim odwołaniu wszystkich członków komitetu redakcyjnego „Przeglądu Sejmowego”, został redaktorem naczelnym tego czasopisma. Został również doradcą programowym Prawa i Sprawiedliwości.
W 2018 został pełnomocnikiem prezesa Rady Ministrów ds. utworzenia i funkcjonowania Centrum Analiz Strategicznych. W tym samym roku powołany na stanowisko szefa CAS, którym kierował do grudnia 2019. W listopadzie 2020 objął funkcję przewodniczącego zespołu doradczego ds. rozwoju szkolnictwa wyższego i nauki w Ministerstwie Nauki i Szkolnictwa Wyższego. Zasiadał w gabinecie politycznym ministra edukacji i nauki Przemysława Czarnka.
W latach 2018–2022 był członkiem rady Polskiej Fundacji Narodowej, w której zasiadał jako przedstawiciel Grupy Azoty. Pełnił funkcję przewodniczącego tego gremium. Wchodził także w skład rad nadzorczych spółek należących do Agencji Rozwoju Przemysłu. Pełnił funkcję przewodniczącego Akademickiego Klubu Obywatelskiego im. Prezydenta Lecha Kaczyńskiego w Lublinie. Był komentatorem wydarzeń politycznych, m.in. w TVP Info.
Był katolikiem. Został pochowany na cmentarzu parafialnym w Tomaszowicach. Pogrzeb miał charakter państwowy; uczestniczyli w nim m.in. premier Mateusz Morawiecki oraz prezes PiS Jarosław Kaczyński.

## Odznaczenia
W 2022 prezydent RP Andrzej Duda, w uznaniu wybitnych zasług w podejmowanej z pożytkiem dla kraju działalności publicznej i państwowej, za aktywność społeczną, za osiągnięcia w pracy naukowo-dydaktycznej, odznaczył go Krzyżem Komandorskim z Gwiazdą Orderu Odrodzenia Polski. W 2023 pośmiertnie wyróżniony złotym medalem „Zasłużony dla Nauki Polskiej Sapientia et Veritas” (2023).